# Francesco D'Alessio (1922-2016)
Francesco D'Alessio (Conselice, 1922 – Ancona, 29 giugno 2016) è stato un politico e avvocato italiano.

## Biografia
Nacque nel 1922 a Conselice, nella provincia di Ravenna, e si trasferì ad Ancona con la famiglia nel 1934. Studiò giurisprudenza e dal 1950 esercitò la professione di avvocato, ricoprendo anche la carica di presidente dell'Ordine degli avvocati di Ancona. Iscritto alla Democrazia Cristiana, partecipò alla vita amministrativa cittadina come consigliere comunale e assessore; dopo le dimissioni del sindaco Claudio Salmoni nell'aprile 1967, venne eletto sindaco di Ancona, rimanendo in carica fino al 10 ottobre.
Appassionato di calcio, ebbe la qualifica di arbitro e rivestì incarichi dirigenziali in ambito sportivo, quali presidente del CONI delle Marche e della Commissione disciplinare nazionale della FIGC dal 1977 al 1991; in questo ultimo ruolo fu il firmatario della retrocessione di Milan e Lazio in serie B, dopo lo scandalo del calcioscommesse. Fu anche vicepresidente dell'Unione Sportiva Anconitana.
Morì ad Ancona il 29 giugno 2016 all'età di novantatré anni.